# Provincia di Aousserd
La provincia di Aousserd è una provincia del Marocco, parte della regione di Dakhla-Oued Ed Dahab. Alcune organizzazioni, come il Fronte Polisario si battono per l'indipendenza di questa regione. L'ONU e diversi stati non riconoscono la sovranità marocchina su questa regione. 

## Geografia antropica

### Suddivisioni amministrative
La provincia di Aousserd conta una municipalità e cinque 
comuni:

#### Municipalità
- Lagouira

#### Comuni
- Aghouinite
- Aousserd
- Bir Ganduz
- Tichla
- Zoug